# Llac de Tiberíades

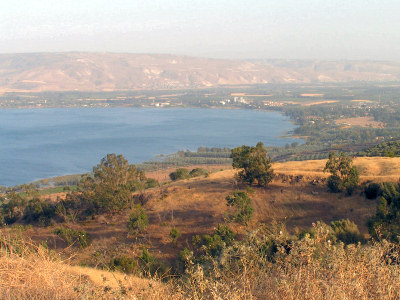
El llac de Tiberíades des del bosc negre

El llac de Tiberíades (en hebreu Kinneret, en àrab Bahr al-Tabariyya), també anomenat llac de Galilea, mar de Galilea (als Evangelis), llac de Genesaret o llac de Kinneret (de l'hebreu kinnor, que significa «en forma de lira»), és un llac d'aigua dolça situat al nord-est d'Israel, entre Galilea i els Alts del Golan, aquesta última sota control israelià i disputada amb Síria. Es troba més de 200 m sota el nivell de la mar i té una superfície de 144 km². És travessat pel riu Jordà. Té a la seva riba diversos pobles alguns dels quals amb força relació amb el cristianisme (Tiberíades, Cafarnaüm, Betsaida, Magdala i altres) i fou escenari de nombrosos episodis de la vida evangèlica de Jesús. Ric en peixos, és conegut per les seves tempestes violentes.
Des dels omeies fins al període mameluc, el llac era conegut en àrab com "Bahr al-Minya", el "mar de Minya", per l'assentament omeia Ksar, les ruïnes del qual encara són visibles a Khirbat al-Minya. Aquest és el nom utilitzat pels erudits perses i àrabs medievals Al-Baladhuri, Al-Tabari i Ibn Kathir.
Constitueix actualment un recurs hídric important per Israel. Treballs de canalització han permès el proveïment de les ciutats amb aigua dolça i la irrigació amb finalitats agrícoles, essencialment al desert del Nègueb.
Altres característiques:
- Longitud: 21 km
- Amplària: 12 km
- Profunditat: entre 42 i 48 m
- Anualment: 700 milions m³ d'aigua rebuda i 500 milions de m³ d'aigua emesa

Sobre la riba oest del llac fou construïda la ciutat de Tiberíades, a 210 m sota el nivell del mar. Capital de la Galilea, va ser fundada i construïda per Herodes Antipas en honor de l'emperador romà Tiberi. Avui és una ciutat costanera de 31.000 habitants, reputada per les seves fonts termals amb efectes terapèutics, on plou menys de 50 dies anualment i on fa 20º de mitjana a l'hivern.
Antigament va tenir el nom de Tiberias Mare i tenia a l'oest les tribus d'Isacar i Zabuló, i a l'est la de Manasseh. Plini el vell esmenta a la seva riba una ciutat anomenada Tariquea i diu que el llac era de vegades anomenat com aquesta ciutat.
Des de la Guerra dels Sis Dies, la riba oriental siriana dels Alts del Golan està completament controlada per l'estat d'Israel, amb la qual cosa Síria ha perdut el seu accés al llac.